# Bathydoris spiralis
Bathydoris spiralis is een slakkensoort uit de familie van de Bathydorididae. De wetenschappelijke naam van de soort is voor het eerst geldig gepubliceerd in 2002 door Valdés.